# Oak Technology
Oak Technology wurde 1987 gegründet und hatte seinen Sitz in Sunnyvale, Kalifornien. Das US-amerikanische Unternehmen war ein Anbieter von Controller-Chips für optische Laufwerke wie CD-ROM, CD-RW und DVD sowie Soundkarten-Chips wie zum Beispiel für die bekannte Mozart-Soundkarte. Ende der 1980er und Anfang der 1990er wurden außerdem Grafikchips für PC-Grafikkarten angeboten. Mit dem Aufkommen der 3D-Beschleuniger Mitte der 1990er zog sich die Firma zum 31. März 1998 aus diesem Markt zurück und konzentrierte sich auf die Controller-Chips. Am 11. August 2003 wurde Oak Technology vom Chiphersteller Zoran übernommen.

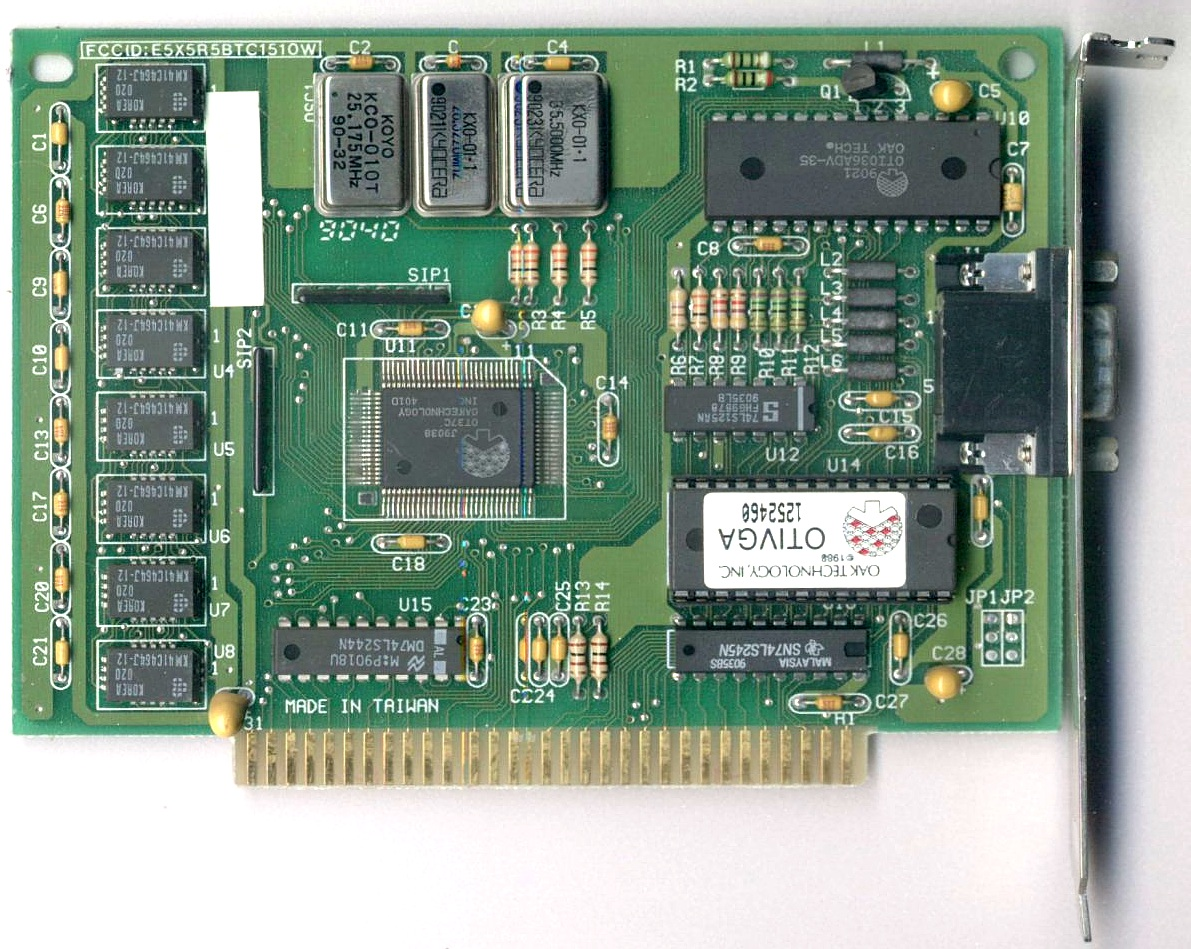
Alte Grafikkarte OAK OTI037
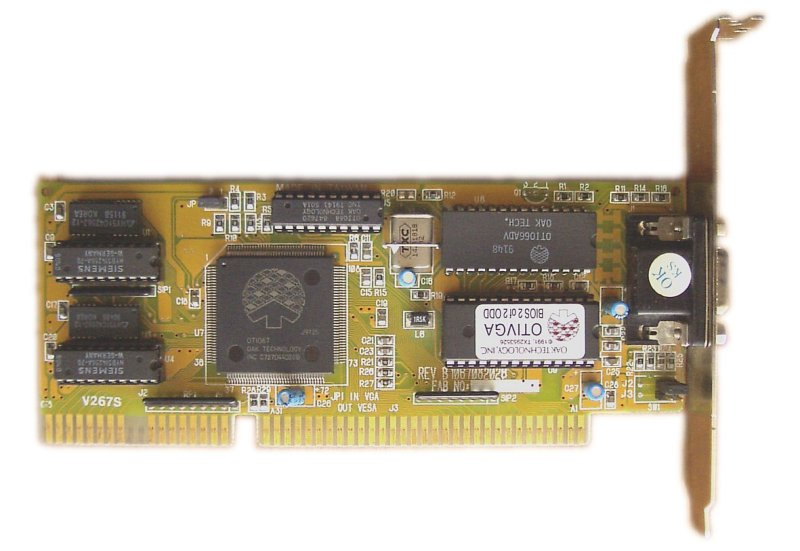
OTI067-Grafikkarte mit 512 KB RAM
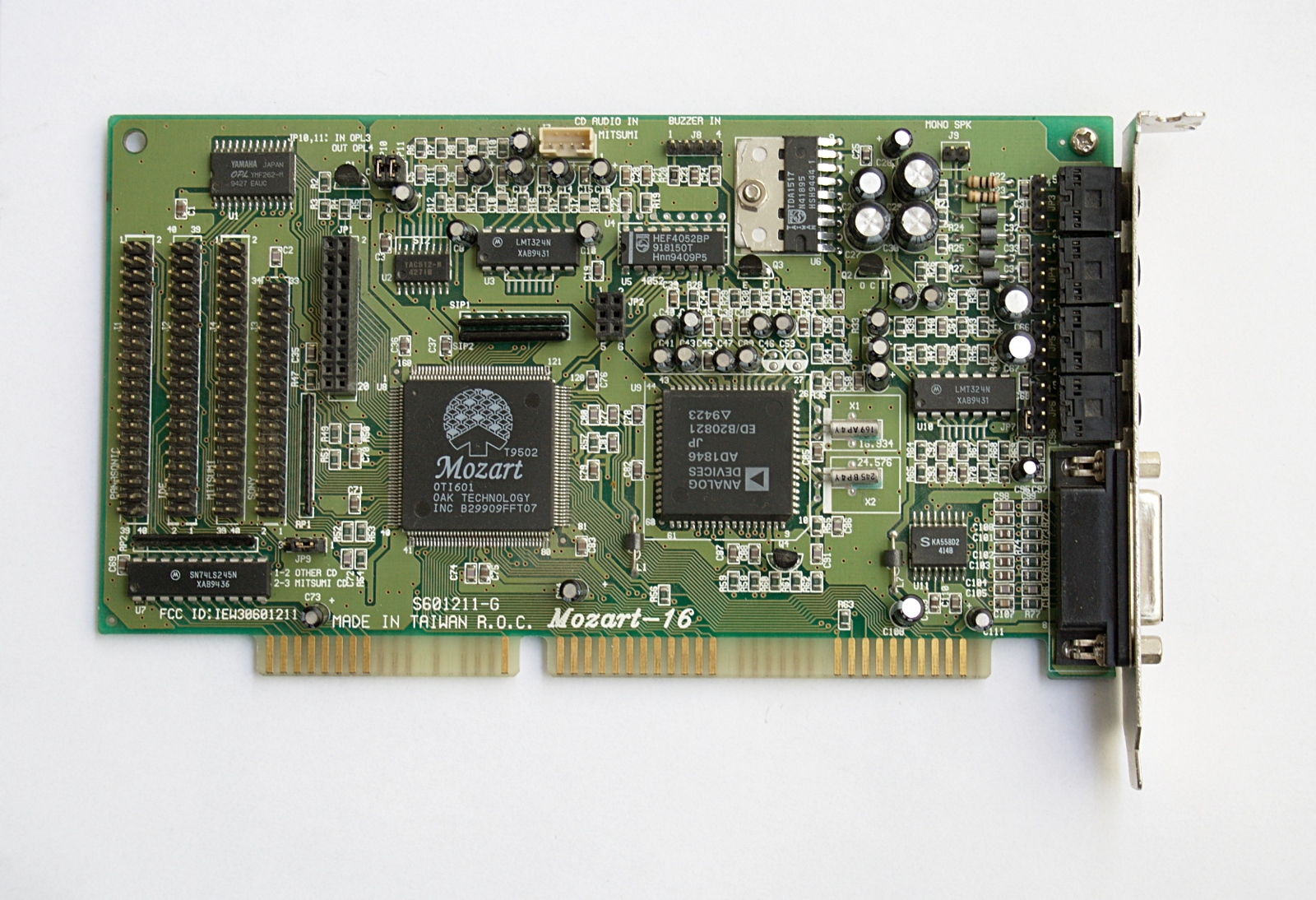
Soundkarte Mozart-16 (OTI601)
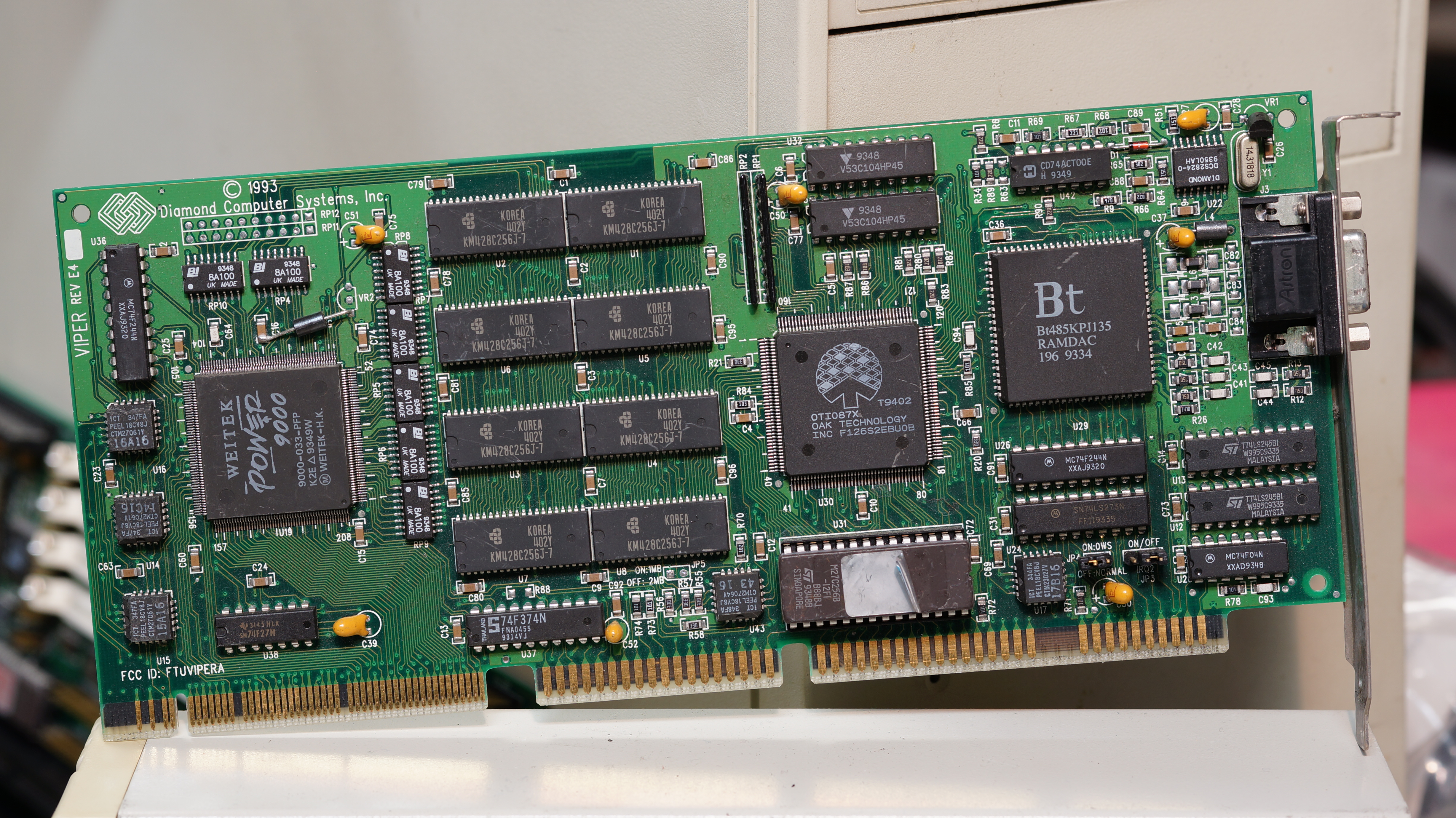
Diamond Viper VLB-Grafikkarte mit OTI087 und Weitek Power 9000